# Copa siriana de futbol
La Copa siriana de futbol és la màxima competició futbolística per eliminatòries de Síria. Començà a disputar-se l'any 1960.

## Historial
Font:
| Temporada | Campió                                                               | Marcador                                                             | Finalista                                                            |
| --------- | -------------------------------------------------------------------- | -------------------------------------------------------------------- | -------------------------------------------------------------------- |
| 1959-60   | No es disputà la final entre Al-Istiqlal Alep i Al-Ahd al-Jadid Alep | No es disputà la final entre Al-Istiqlal Alep i Al-Ahd al-Jadid Alep | No es disputà la final entre Al-Istiqlal Alep i Al-Ahd al-Jadid Alep |
| 1960-61   | Al-Ahly Damasc                                                       | 2-0                                                                  | Al-Ahly Alep                                                         |
| 1961-62   | Al-Soori Alep                                                        | 3-2 (pr.)                                                            | Al-Ahly Damasc                                                       |
| 1962-1963 | No es disputà                                                        | No es disputà                                                        | No es disputà                                                        |
| 1963-64   | Al-Jaish                                                             | 2-0                                                                  | Al-Ahly Alep                                                         |
| 1964-65   | Al-Ahly Alep                                                         | 4-1                                                                  | Barada                                                               |
| 1965-66   | Al-Shorta                                                            | 1-0                                                                  | Al-Yarmouk                                                           |
| 1966-67   | Al-Jaish                                                             | 2-1 / 5-0                                                            | Al-Ahly Alep                                                         |
| 1967-68   | Al-Shorta                                                            | 2-1 / 2-0                                                            | Al-Ahly Alep                                                         |
| 1968-69   | Ommal Rmelan                                                         | 2-0                                                                  | Al-Shorta                                                            |
| 1969-70   | Ommal al-Maghazel                                                    | 3-1                                                                  | Al-Hasaka                                                            |
| 1971-1972 | No es disputà                                                        | No es disputà                                                        | No es disputà                                                        |
| 1972-73   | Al-Ittihad                                                           | 1-0                                                                  | Al-Qadisiya Latakia                                                  |
| 1974-1977 | No es disputà                                                        | No es disputà                                                        | No es disputà                                                        |
| 1977-78   | Al-Majd                                                              | 4-1                                                                  | Tishreen                                                             |
| 1978-1979 | No es disputà                                                        | No es disputà                                                        | No es disputà                                                        |
| 1979-80   | Al-Shorta                                                            | 1-0                                                                  | Al-Fotuwa                                                            |
| 1980-81   | Al-Shorta                                                            | 1-0                                                                  | Al-Fotuwa                                                            |
| 1981-82   | Al-Ittihad                                                           | 2-0                                                                  | Al-Fotuwa                                                            |
| 1982-83   | Al-Karamah                                                           | 2-1                                                                  | Al-Fotuwa                                                            |
| 1983-84   | Al-Ittihad                                                           | 1-0                                                                  | Al-Wahda                                                             |
| 1984-85   | Al-Ittihad                                                           | 1-0                                                                  | Al-Fotuwa                                                            |
| 1985-86   | Al-Jaish                                                             | 2-1                                                                  | Al-Ittihad                                                           |
| 1986-87   | Al-Karamah                                                           | 2-1                                                                  | Hutteen                                                              |
| 1987-88   | Al-Fotuwa                                                            | 1-0                                                                  | Tishreen                                                             |
| 1988-89   | Al-Fotuwa                                                            | 2-0                                                                  | Al-Ittihad                                                           |
| 1989-90   | Al-Fotuwa                                                            | 1-0                                                                  | Al-Karamah                                                           |
| 1990-91   | Al-Fotuwa                                                            | 1-0                                                                  | Al-Yaqdhah                                                           |
| 1991-92   | Hurriya                                                              | 1-0                                                                  | Al-Ittihad                                                           |
| 1992-93   | Al-Wahda                                                             | 4-0                                                                  | Hutteen                                                              |
| 1993-94   | Al-Ittihad                                                           | 1-1 (pr.) (4-3 p)                                                    | Jableh                                                               |
| 1994-95   | Al-Karamah                                                           | 3-0                                                                  | Hutteen                                                              |
| 1995-96   | Al-Karamah                                                           | 3-0                                                                  | Jableh                                                               |
| 1996-97   | Al-Jaish                                                             | 2-0                                                                  | Jableh                                                               |
| 1997-98   | Al-Jaish                                                             | 5-2                                                                  | Al-Karamah                                                           |
| 1998-99   | Jableh                                                               | 2-2 (pr.) (3-0 p)                                                    | Hutteen                                                              |
| 1999-00   | Al-Jaish                                                             | 4-1                                                                  | Jableh                                                               |
| 2000-01   | Hutteen                                                              | 1-0                                                                  | Al-Jaish                                                             |
| 2001-02   | Al-Jaish                                                             | 3-0                                                                  | Jableh                                                               |
| 2002-03   | Al-Wahda                                                             | 5-3                                                                  | Al-Ittihad                                                           |
| 2003-04   | Al-Jaish                                                             | 0-0 (pr.) (4-2 p)                                                    | Tishreen                                                             |
| 2004-05   | Al-Ittihad                                                           | 3-1                                                                  | Al-Majd                                                              |
| 2005-06   | Al-Ittihad                                                           | 3-0                                                                  | Tishreen                                                             |
| 2006-07   | Al-Karamah                                                           | 2-1                                                                  | Taliya                                                               |
| 2007-08   | Al-Karamah                                                           | 1-0                                                                  | Al-Ittihad                                                           |
| 2008-09   | Al-Karamah                                                           | 3-1                                                                  | Al-Majd                                                              |
| 2009-10   | Al-Karamah                                                           | 1-1 (pr.) (4-3 p)                                                    | Nawair                                                               |
| 2010-11   | Al-Ittihad                                                           | 3-1                                                                  | Al-Wahtba                                                            |
| 2011-12   | Al-Wahda                                                             | Atorgat                                                              | Els tres semifinalistes abandonaren.                                 |
| 2012-13   | Al-Wahda                                                             | 1-0 (pr.)                                                            | Al-Jaish                                                             |
| 2013-14   | Al-Jaish                                                             | 0-0 (pr.) (4-3 p)                                                    | Musfat Banyas                                                        |
| 2014-15   | Al-Wahda                                                             | 2-0                                                                  | Al-Shorta                                                            |
| 2015-16   | Al-Wahda                                                             | 1-0                                                                  | Al-Jaish                                                             |
| 2016-17   | Al-Wahda                                                             | 2-1                                                                  | Al-Karamah                                                           |
| 2017-18   | Al-Jaish                                                             | 2–0                                                                  | Al-Shorta                                                            |
| 2018-19   | Al-Wathba                                                            | 1–1 (pr.) (7–6 p)                                                    | Taliya                                                               |
| 2019-20   | Al-Wahda                                                             | 3–1                                                                  | Al-Majd                                                              |
| 2020-21   | Jableh                                                               | 0–0 (pr.) (6–5 p)                                                    | Hutteen                                                              |

Notes:
- El campió i finalista de la copa 1960-61 classificats per la Copa de la República Àrab Unida.